# Namerō

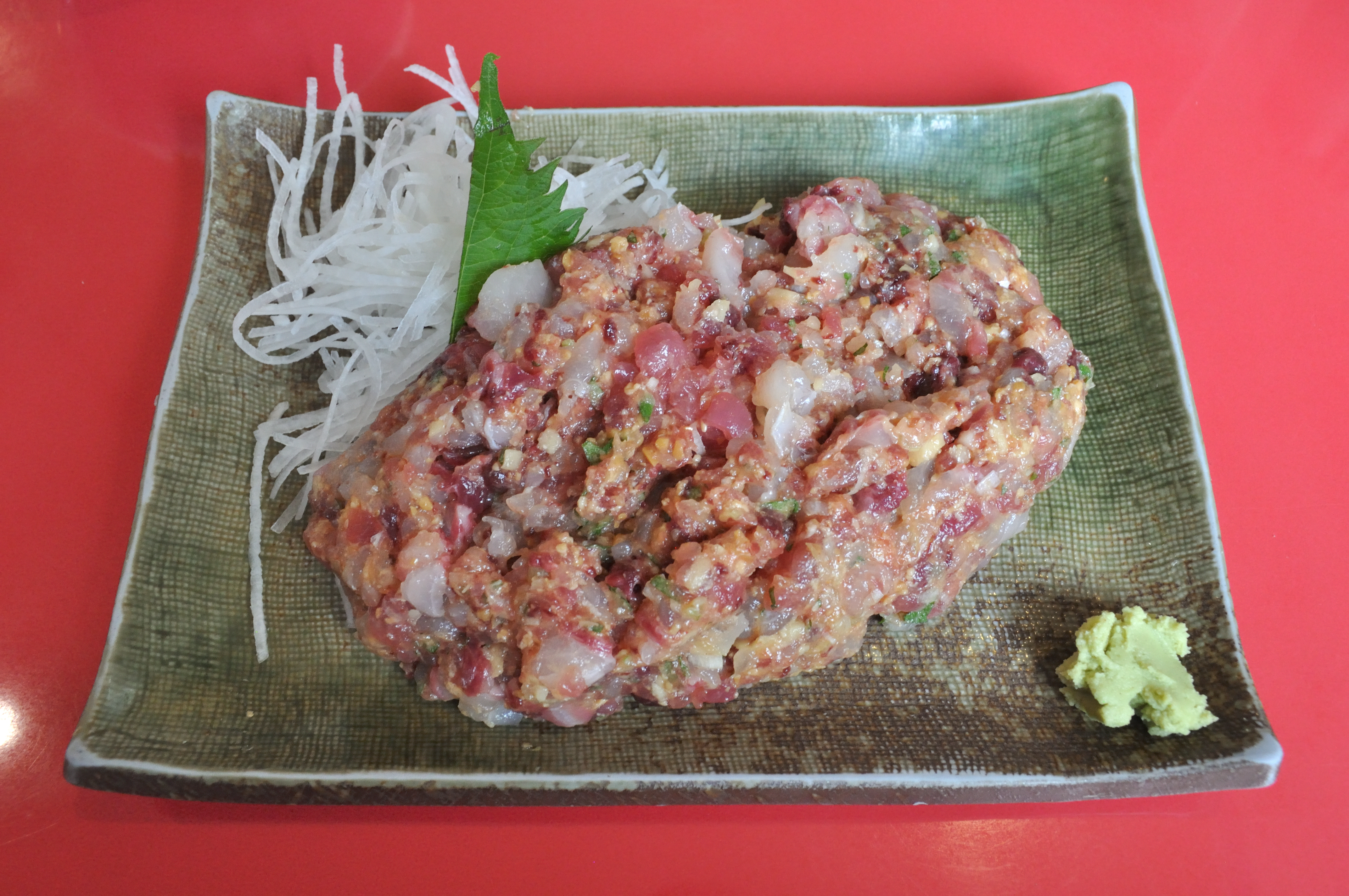
Namerō

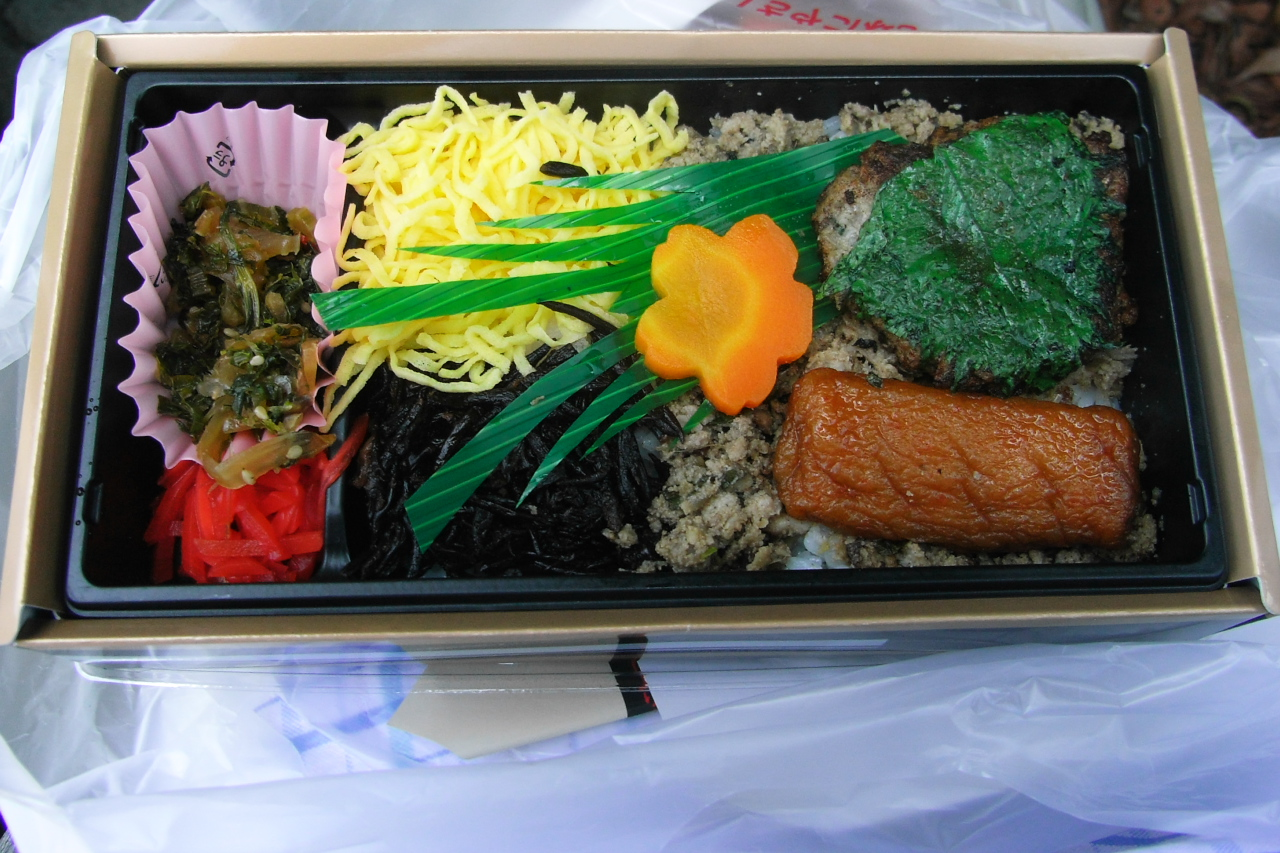
Sangayaki-Bentō

Namerō (japanisch なめろう) ist ein japanisches Fischgericht.

## Herkunft und Zubereitung
Namerō ist eine Art von Tataki. Für die Zubereitung wird roher, fein gehackter Fisch mit Miso, Sake und Ingwer gemischt und dann bis zum Erreichen einer klebrigen Konsistenz gestampft. Dieses Gericht ist eine lokale Speise auf der Bōsō-Halbinsel in der japanischen Präfektur Chiba. Das Rezept stammt von Fischern auf der Halbinsel. Dass Miso anstelle von Sojasauce verwendet wurde, soll daher rühren, dass auf einem Schiff bei rauer See die Sojasauce überschwappte.
Für das Gericht wird frisch gefangener Fisch verwendet. Häufig verwendete Fische sind Clupeoidei-Arten sowie je nach Jahreszeit Pazifischer Makrelenhecht, Echter Bonito, Tintenfische, Fliegende Fische, Grammatorcynus- und Caranginae-Arten.
Ein Gericht aus gebackenem Namerō nennt man Sangayaki oder Sanga.

## Name
Die Bezeichnung Namerō leitet sich vom japanischen Verb なめる nameru „lecken“ ab: Es sei „so lecker, dass man den Teller ableckt“ (japanisch 皿をなめるほど旨い sara o nameru hodo umai), demnach wäre Namerō eine Verschleifung von nameru hodo (なめるほど, „so …, dass man ableckt“). Außerdem hafte das Gericht aufgrund seiner klebrigen Textur sehr stark am Teller und sei daher „unessbar, wenn man es nicht ableckt“ (japanisch なめないと食べられない namenai to taberarenai).